# باسبال

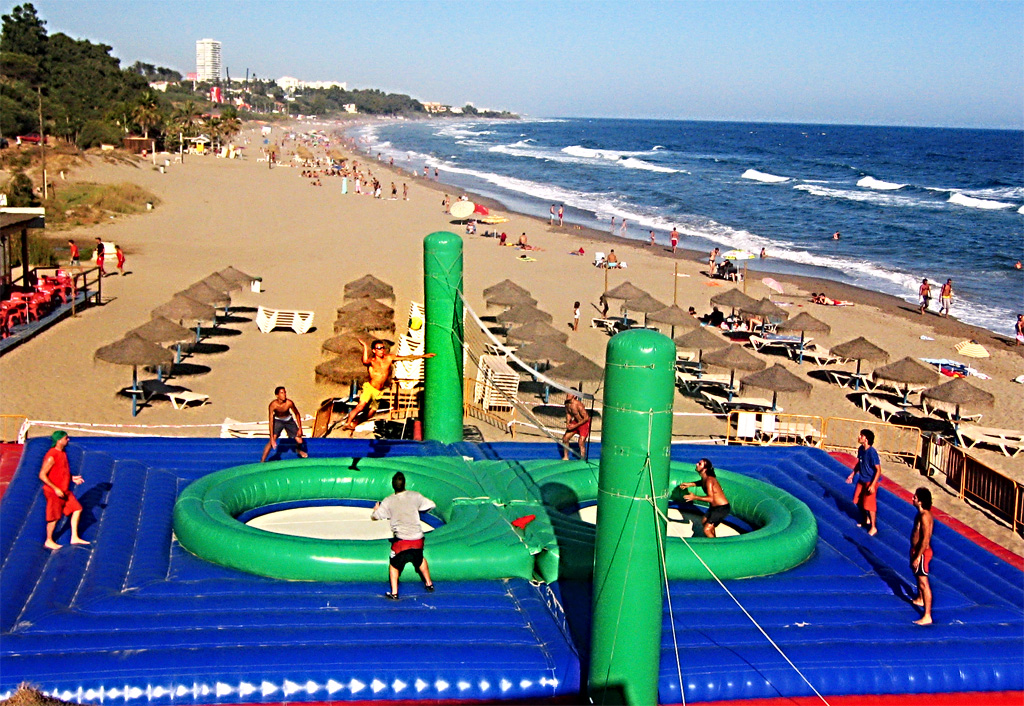
زمین باسبال

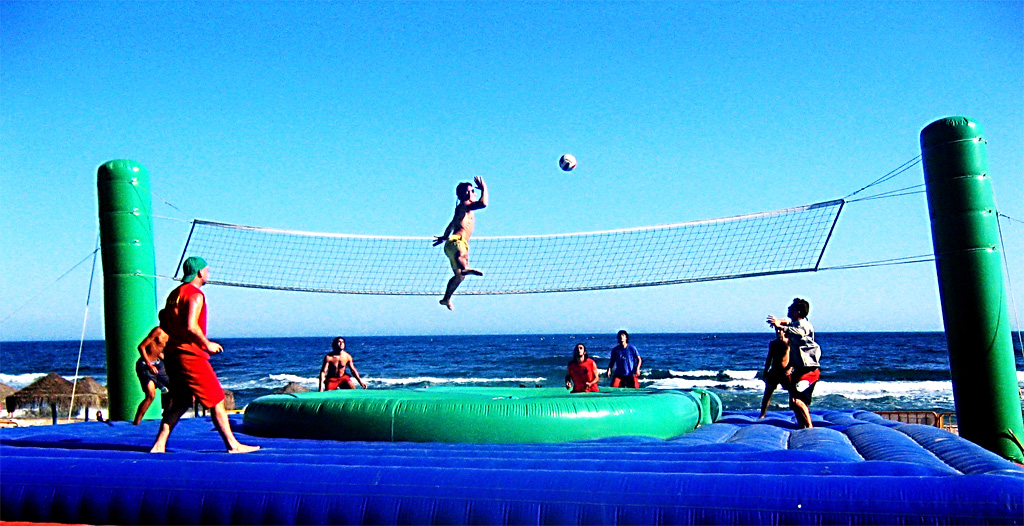

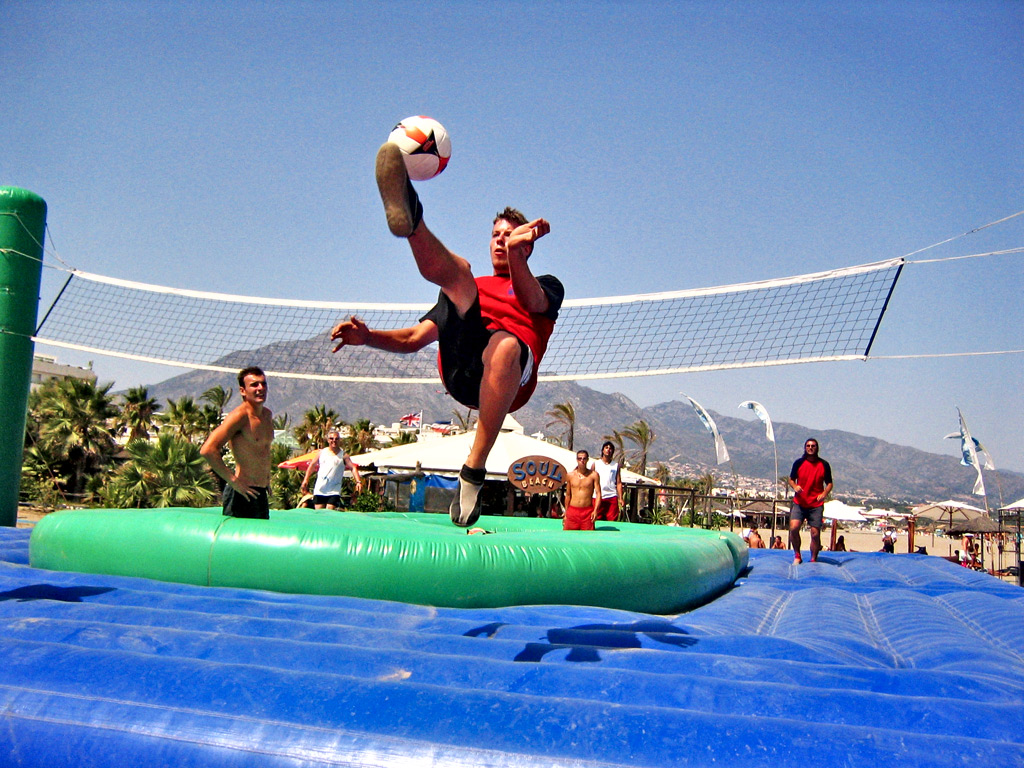

باسبال (به انگلیسی: Bossaball) نام یک رشته ورزشی می‌باشد که توسط اسپانیا و بلژیک در سال ۲۰۰۴ اختراع شده و مخلوطی از چند رشته والیبال، فوتبال و ژیمناستیک است. زمین بازی در این ورزش بر روی ترامپولین در سایز بزرگ می‌باشد. هر تیم شامل ۳ تا ۵ بازیکن می‌باشد که در دوطرف زمین توسط تور جدا شده قرار گرفته می‌شوند. بازیکن شروع‌کننده در نقطه وسط زمین قرار می‌گیرد و توپ را به سمت تیم مقابل پرتاب می‌کند. تیم مقابل باید توپ را در کمتر از ۸ ضربه برگرداند. اگر توپ در زمین حریف قرار گرفت یک امتیاز به تیم مهاجم داده می‌شود تا در نهایت تیمی که در سه ست زودتر به امتیاز ۲۵ برسد برنده بازی خواهد بود.
این ورزش در کشورهای برزیل، آرژانتین، مکزیک، ترکیه، هلند، اسپانیا پرتغال، آلمان، فرانسه، سوئیس، پرتغال، یونان، اسلوانی، مجارستان، جمهوری چک، رومانی، اسرائیل، مصر، عربستان سعودی، قطر، کویت سنگاپور، شیلی، اکوادور، ونزوئلا، پاراگوئه و اتریش معرفی و ارائه شده‌است.